# Liste des épouses des souverains de Hongrie
Les conjointes des souverains hongrois recevaient le titre de leur époux, les rois de Hongrie. Le titre de reine de Hongrie fut donc porté indifféremment par les épouses royales et par les deux souveraines en titre que connut la Hongrie : Marie Ire de Hongrie et Marie-Thérèse d'Autriche (qui figurent dans la liste des souverains de Hongrie, en tant que souveraines de droit).

## Dynastie Árpád(850-1301)
| Portrait | Nom (dates)                         | Époux                                                                                     | Titres | Eléments biographiques |
| -------- | ----------------------------------- | ----------------------------------------------------------------------------------------- | --- | --- |
|          | Sarolt (955-1008)                   | - Géza (mariage en 970)                                                                   | - Duchesse de Hongrie (972-997) | - Fille de Gyula II de Transylvanie. - Mère de Judith de Hongrie, de Grimelda de Hongrie et d'Étienne Ier de Hongrie.                                                                                 |
|          | Gisèle de Bavière (985-1060)        | - Étienne Ier de Hongrie (mariage en 995)                                                 | - Grande-princesse (997-1000) puis reine (1000-1038) de Hongrie | - Princesse ottonienne. Fille d'Henri II de Bavière et de Gisèle de Bourgogne. - Mère d'Émeric de Hongrie.                                                                                            |
|          | Anastasia de Kiev (1023-1074)       | - André Ier de Hongrie (mariage en 1039)                                                  | - Reine de Hongrie (1046-1060) | - Princesse riourikide. Fille de Iaroslav le Sage et d'Ingigerd de Suède. - Mère d'Adélaïde de Hongrie et de Salomon de Hongrie.                                                                      |
|          | Richezza de Pologne (1013-1075)     | - Béla Ier de Hongrie (mariage en 1039)                                                   | - Reine de Hongrie (1060-1063) | - Princesse de la Maison Piast. Fille de Mieszko II de Pologne et de Richezza de Lorraine. - Mère de Géza Ier de Hongrie et de Ladislas Ier de Hongrie.                                               |
|          | Judith de Franconie (1054-1118)     | - Salomon de Hongrie (mariage en 1063) - Ladislas Ier Herman de Pologne (mariage en 1089) | - Reine de Hongrie (1063-1074) - Duchesse de Pologne (1089-1102) | - Princesse ottonienne. Fille d'Henri III du Saint-Empire et d'Agnès de Poitiers. |
|          | Synadena Synadène (1058-1082)       | - Géza Ier de Hongrie (mariage en 1066)                                                   | - Reine de Hongrie (1074-1077) | - Princesse de la Famille Synadène. Fille de Théodolus Synadène et d'une sœur de Nicéphore III Botaniatès. - Mère d'Álmos de Hongrie.                                                                 |
|          | Adélaïde de Rheinfelden (1065-1090) | - Ladislas Ier de Hongrie (mariage en 1077)                                               | - Reine de Hongrie (1077-1090) | - Princesse de la Maison de Rheinfelden. Fille de Rodolphe de Rheinfelden et d'Adélaïde de Savoie. - Mère d'Irène de Hongrie.                                                                         |
|          | Félicie de Hauteville (1078-1102)   | - Coloman de Hongrie (mariage en 1097)                                                    | - Reine de Hongrie (1097-1102) | - Princesse de la Maison de Hauteville. Fille de Roger Ier de Sicile et d'Éremburge de Mortain. - Mère d'Étienne II de Hongrie.                                                                       |
|          | Euphémie de Kiev (?-1139)           | - Coloman de Hongrie (mariage en 1104)                                                    | - Reine de Hongrie (1104-1116) | - Princesse riourikide. Fille de Vladimir II Monomaque. - Mère de Boris Kalamanos. |
|          | Christine de Capoue                 | - Étienne II de Hongrie                                                                   | - Reine de Hongrie | - Fille de Robert Ier d'Aversa. |
|          | Adélaïde de Riedenbourg             | - Étienne II de Hongrie (mariage en 1121)                                                 | - Reine de Hongrie (1121-?) | - Fille d'Étienne de Riedenbourg. |
|          | Hélène de Rascie (1109-1161)        | - Béla II de Hongrie (mariage en 1127)                                                    | - Reine de Hongrie (1131-1141) - Régente de Hongrie (1141-1146) | - Princesse de la dynastie Vukanović. Fille d'Uroš Ier Vukanović et d'Anne Diogène. - Mère d'Élisabeth de Hongrie, de Géza II de Hongrie, de Ladislas II de Hongrie et d'Étienne IV de Hongrie.       |
|          | Euphrosine de Kiev (1130-1186)      | - Géza II de Hongrie (mariage en 1146)                                                    | - Reine de Hongrie (1146-1162) | - Princesse riourikide. Fille de Mstislav Ier de Kiev et de Liubava Dimitrievna Zaviditch. - Mère d'Étienne III de Hongrie, de Béla III de Hongrie, d'Élisabeth de Hongrie et d'Hélène de Hongrie.    |
|          | Agnès d'Autriche (1154-1182)        | - Étienne III de Hongrie (mariage en 1168) - Herman II de Carinthie (mariage en 1173)     | - Reine de Hongrie (1168-1172) - Duchesse de Carinthie (1173-1181) | - Princesse de la Maison de Babenberg. Fille d'Henri II d'Autriche et de Théodora Comnène. - Mère d'Ulrich II de Carinthie et de Bernard II de Carinthie.                                             |
|          | Marie Comnène (1144-1190)           | - Étienne IV de Hongrie (mariage en 1156)                                                 | - Reine de Hongrie (1163) | - Princesse de la Maison Comnène. Fille d'Isaac Comnène et de Theodora Kamaterina. |
|          | Agnès d'Antioche (1154-1184)        | - Béla III de Hongrie (mariage en 1172)                                                   | - Reine de Hongrie (1172-1184) | - Princesse de la Maison de Châtillon. Fille de Renaud de Châtillon et de Constance d'Antioche. - Mère d'Imre de Hongrie, de Marguerite de Hongrie, d'André II de Hongrie et de Constance de Hongrie. |
|          | Marguerite de France (1158-1197)    | - Henri le Jeune d'Angleterre (mariage en 1160) - Béla III de Hongrie (mariage en 1186)   | - Reine associée d'Angleterre (1170-1183) - Reine de Hongrie (1186-1197)                                                                                                | - Princesse capétienne. Fille de Louis VII de France et de Constance de Castille. |
|          | Constance d'Aragon (1179-1222)      | - Imre de Hongrie (mariage en 1198) - Frédéric II du Saint-Empire (mariage en 1209)       | - Reine de Hongrie (1198-1204) - Reine de Sicile (1209-1222) - Duchesse de Souabe (1212-1216) - Reine de Germanie (1212-1220) - Impératrice du Saint-Empire (1220-1222) | - Princesse de la Maison de Barcelone. Fille d'Alphonse II d'Aragon et de Sancha de Castille. - Mère de Ladislas III de Hongrie et d'Henri II de Souabe.                                              |
|          | Gertrude de Méranie (1185-1213)     | - André II de Hongrie (mariage en 1203)                                                   | - Reine de Hongrie (1205-1213) | - Princesse de la Maison d'Andechs. Fille de Berthold IV von Diessen et d'Agnès de Wettin. - Mère de Béla IV de Hongrie, d'Élisabeth de Hongrie, de Coloman de Galicie et d'André de Galicie.         |
|          | Yolande de Courtenay (1196-1233)    | - André II de Hongrie (mariage en 1215)                                                   | - Reine de Hongrie (1215-1233) | - Princesse de la Maison capétienne de Courtenay. Fille de Pierre II de Courtenay et de Yolande de Hainaut. - Mère de Yolande de Hongrie.                                                             |
|          | Béatrice d'Este (1215-1245)         | - André II de Hongrie (mariage en 1234)                                                   | - Reine de Hongrie (1234-1235) | - Princesse de la Maison d'Este. Fille d'Aldobrandino Ier d'Este. - Mère d'Étienne le Posthume. |
|          | Marie Lascaris (1206-1270)          | - Béla IV de Hongrie (mariage en 1218)                                                    | - Reine de Hongrie (1235-1270) | - Princesse de la Famille Lascaris. Fille de Théodore Ier Lascaris et d'Anne Ange. - Mère de Kinga de Hongrie, d'Étienne V de Hongrie, de Marguerite de Hongrie et de Yolande de Hongrie.             |
|          | Élisabeth la Coumane (1240-1290)    | - Étienne V de Hongrie (mariage en 1254)                                                  | - Reine de Hongrie et de Croatie (1270-1272) - Régente de Hongrie et de Croatie (1272-1274)                                                                             | - Princesse du clan Terter. Fille de Szejhán. - Mère de Catherine de Hongrie, de Marie de Hongrie, d'Anne de Hongrie et de Ladislas IV de Hongrie.                                                    |
|          | Isabelle d'Anjou (1261-1303)        | - Ladislas IV de Hongrie (mariage en 1270)                                                | - Reine de Hongrie (1272-1290) | - Princesse de la Maison capétienne d'Anjou-Sicile. Fille de Charles Ier d'Anjou et de Béatrice de Provence.                                                                                          |
|          | Fenenna de Cujavie (1276-1295)      | - André III de Hongrie (mariage en 1290)                                                  | - Reine de Hongrie (1290-1295) | - Princesse de la Maison Piast. Fille de Siemomysl d’Inowrocław et de Salomé de Tczew. |
|          | Agnès de Habsbourg (1281-1364)      | - André III de Hongrie (mariage en 1296)                                                  | - Reine de Hongrie (1296-1301) | - Princesse de la Maison de Habsbourg. Fille d'Albert Ier du Saint-Empire et d'Élisabeth de Tyrol. |

## Dynastie Přemyslide(1301-1305)
| Nom (dates)                            | Époux                                                                                   | Titres                                                  | Eléments biographiques                                       |
| -------------------------------------- | --------------------------------------------------------------------------------------- | ------------------------------------------------------- | ------------------------------------------------------------ |
| Viola Élisabeth de Cieszyn (1291-1317) | - Venceslas III de Bohême (mariage en 1305) - Pierre Ier de Rosenberg (mariage en 1316) | - Reine de Hongrie, de Bohême et de Pologne (1305-1306) | - Princesse de la Maison Piast. Fille de Mieszko de Cieszyn. |

## Maison capétienne d'Anjou-Sicile(1308-1386)
| Portrait | Nom (dates)                          | Époux                                         | Titres                                                                                         | Eléments biographiques |
| -------- | ------------------------------------ | --------------------------------------------- | ---------------------------------------------------------------------------------------------- | --- |
|          | Marie de Bytom (1295-1317)           | - Charles Robert de Hongrie (mariage en 1306) | - Reine de Hongrie (1308-1317)                                                                 | - Princesse de la Maison Piast. Fille de Casimir de Bytom. |
|          | Béatrice de Luxembourg (1305-1319)   | - Charles Robert de Hongrie (mariage en 1318) | - Reine de Hongrie (1318-1319)                                                                 | - Princesse de la Maison de Luxembourg. Fille d'Henri VII de Luxembourg et de Marguerite de Brabant.                                                                                             |
|          | Élisabeth de Pologne (1305-1380)     | - Charles Robert de Hongrie (mariage en 1320) | - Reine de Hongrie (1320-1342) - Régente de Pologne (1370-1376)                                | - Princesse de la Maison Piast. Fille de Ladislas Ier de Pologne et d'Edwige de Kalisz. - Mère de Louis Ier de Hongrie, d'André Ier de Naples, d'Étienne de Slavonie et de Catherine de Hongrie. |
|          | Marguerite de Luxembourg (1335-1349) | - Louis Ier de Hongrie (mariage en 1342)      | - Reine de Hongrie (1342-1349)                                                                 | - Princesse de la Maison de Luxembourg. Fille de Charles IV du Saint-Empire et de Blanche de Valois.                                                                                             |
|          | Élisabeth de Bosnie (1340-1387)      | - Louis Ier de Hongrie (mariage en 1353)      | - Reine de Hongrie (1353-1382) - Reine de Pologne (1370-1382) - Régente de Hongrie (1382-1387) | - Princesse de la Maison Kotromanić. Fille d'Étienne II Kotromanić et d'Élisabeth de Cujavie. - Mère de Catherine de Hongrie, de Marie Ire de Hongrie et d'Hedwige Ire de Pologne.               |
|          | Marguerite de Durazzo (1347-1412)    | - Charles III de Naples (mariage en 1369)     | - Reine de Naples (1382-1386) - Reine de Hongrie (1385-1386) - Régente de Naples (1386-1390)   | - Princesse de la Maison capétienne d'Anjou-Sicile. Fille de Charles de Durazzo et de Marie de Calabre. - Mère de Jeanne II de Naples et de Ladislas Ier de Naples.                              |

## Maison de Luxembourg(1386-1437)
| Portrait | Nom (dates)                 | Conjoint                                    | Titres | Eléments biographiques |
| -------- | --------------------------- | ------------------------------------------- | --- | --- |
|          | Barbe de Cilley (1392-1451) | - Sigismond de Luxembourg (mariage en 1408) | - Reine de Hongrie (1408-1437) - Reine de Germanie et électrice de Brandebourg (1411-1437) - Reine de Bohême (1419-1437) - Duchesse titulaire de Luxembourg (1419-1433) - Impératrice du Saint-Empire (1433-1437) | - Princesse de la Maison de Cilley. Fille d'Herman II de Celje et d'Anne de Schaunberg. - Mère d'Élisabeth de Luxembourg. |

## Maison de Habsbourg(1438-1439)
| Portrait | Nom (dates)                         | Époux                                         | Titres | Eléments biographiques |
| -------- | ----------------------------------- | --------------------------------------------- | --- | --- |
|          | Élisabeth de Luxembourg (1409-1442) | - Albert II du Saint-Empire (mariage en 1421) | - Duchesse d'Autriche (1421-1439) - Reine de Hongrie et de Bohême, duchesse titulaire de Luxembourg (1437-1439) - Reine de Germanie (1438-1439) | - Princesse de la Maison de Luxembourg. Fille de Sigismond Ier de Luxembourg et de Barbe de Cilley. - Mère d'Anne de Luxembourg, d'Élisabeth de Habsbourg et de Ladislas Ier de Bohême. |

## Famille Hunyadi(1458-1490)
| Portrait | Nom (dates)                        | Époux                                                                                  | Titres                                                                      | Eléments biographiques                                                                             |
| -------- | ---------------------------------- | -------------------------------------------------------------------------------------- | --------------------------------------------------------------------------- | -------------------------------------------------------------------------------------------------- |
|          | Catherine de Poděbrady (1449-1464) | - Matthias Ier de Hongrie (mariage en 1463)                                            | - Reine de Hongrie (1463-1464)                                              | - Princesse de la dynastie Podiebrad. Fille de Georges de Bohême et de Cunégonde de Sternberg.     |
|          | Béatrice de Naples (1457-1508)     | - Matthias Ier de Hongrie (mariage en 1476) - Vladislas IV de Bohême (mariage en 1490) | - Reine de Hongrie (1476-1490 puis 1490-1500) - Reine de Bohême (1490-1500) | - Princesse de la Maison de Trastamare. Fille de Ferdinand Ier de Naples et d'Isabelle de Tarente. |

## Maison Jagellon(1490-1526)
| Portrait | Nom (dates)                        | Époux                                                                                  | Titres                                                                             | Eléments biographiques | Armoiries |
| -------- | ---------------------------------- | -------------------------------------------------------------------------------------- | ---------------------------------------------------------------------------------- | --- | --------- |
|          | Barbara de Brandebourg (1464-1515) | - Henri XI de Głogów (mariage en 1472) - Vladislas IV de Bohême (mariage en 1476)      | - Duchesse de Głogów (1472-1476) - Reine de Bohême (1471-1490)                     | - Princesse de la Maison de Hohenzollern. Fille d'Albert III Achille de Brandebourg et d'Anne de Saxe.                                             |           |
|          | Béatrice de Naples (1457-1508)     | - Matthias Ier de Hongrie (mariage en 1476) - Vladislas IV de Bohême (mariage en 1490) | - Reine de Hongrie (1476-1490 puis 1490-1500) - Reine de Bohême (1490-1500)        | - Princesse de la Maison de Trastamare. Fille de Ferdinand Ier de Naples et d'Isabelle de Tarente.                                                 |           |
|          | Anne de Foix (1480-1506)           | - Vladislas IV de Bohême (mariage en 1502)                                             | - Reine de Hongrie et de Bohême (1502-1506)                                        | - Princesse de la Maison de Grailly. Fille de Gaston II de Foix-Candale et de Catherine de Foix. - Mère d'Anne Jagellon et de Louis II de Hongrie. |           |
|          | Marie de Habsbourg (1505-1558)     | - Louis II de Hongrie (mariage en 1522)                                                | - Reine de Hongrie et de Bohême (1522-1526) - Gouvernante des Pays-Bas (1531-1555) | - Princesse de la Maison de Habsbourg. Fille de Philippe Ier le Beau et de Jeanne Ire de Castille.                                                 |           |

## Maison de Habsbourg(1526-1780)
| Portrait | Nom (dates)                                               | Époux                                             | Titres | Eléments biographiques | Armoiries |
| -------- | --------------------------------------------------------- | ------------------------------------------------- | --- | --- | --------- |
|          | Anne Jagellon (1503-1547)                                 | - Ferdinand Ier du Saint-Empire (mariage en 1521) | - Reine de Hongrie et de Bohême, archiduchesse d'Autriche (1521-1547) - Reine de Germanie (1531-1547) | - Princesse de la Maison Jagellon. Fille de Vladislas IV de Bohême et d'Anne de Foix. - Mère d'Élisabeth d'Autriche, de Maximilien II de Habsbourg, d'Anne d'Autriche, de Ferdinand de Tyrol, de Marie d'Autriche, de Madeleine d'Autriche, de Catherine d'Autriche, d'Éléonore d'Autriche, de Barbara d'Autriche, de Charles II d'Autriche-Styrie, d'Hélène d'Autriche et de Jeanne d'Autriche. |           |
|          | Marie d'Autriche (1528-1603)                              | - Maximilien II de Habsbourg (mariage en 1548)    | - Reine de Germanie et de Bohême (1562-1576) - Reine de Hongrie et de Croatie (1563-1576) - Impératrice du Saint-Empire et archiduchesse d'Autriche (1564-1576)                                                                                                  | - Princesse de la Maison de Habsbourg. Fille de Charles Quint et d'Isabelle de Portugal. - Mère d'Anne d'Autriche, de Rodolphe II du Saint-Empire, d'Ernest d'Autriche, d'Élisabeth d'Autriche, de Matthias Ier de Habsbourg, de Maximilien III d'Autriche, d'Albert d'Autriche, de Wenceslas d'Autriche et de Marguerite d'Autriche.                                                            |           |
|          | Anne d'Autriche (1585-1618)                               | - Matthias Ier de Habsbourg (mariage en 1611)     | - Reine de Germanie, de Hongrie et de Bohême, archiduchesse d'Autriche (1611-1618) - Impératrice du Saint-Empire (1612-1618) | - Princesse de la Maison de Habsbourg. Fille de Ferdinand de Tyrol et d'Anne-Catherine de Mantoue. |           |
|          | Éléonore de Gonzague (1598-1655)                          | - Ferdinand II du Saint-Empire (mariage en 1622)  | - Impératrice du Saint-Empire, reine de Germanie, de Hongrie et de Bohême, archiduchesse d'Autriche (1622-1637) | - Princesse de la Maison de Gonzague. Fille de Vincent Ier de Mantoue et d'Éléonore de Médicis. |           |
|          | Marie-Anne d'Autriche (1606-1646)                         | - Ferdinand III de Habsbourg (mariage en 1631)    | - Impératrice du Saint-Empire, reine de Germanie, de Hongrie et de Bohême, archiduchesse d'Autriche (1637-1646) | - Princesse de la Maison de Habsbourg. Fille de Philippe III d'Espagne et de Marguerite d'Autriche-Styrie. - Mère de Ferdinand IV de Habsbourg, de Marie-Anne d'Autriche et de Léopold Ier du Saint-Empire. |           |
|          | Marie-Léopoldine d'Autriche (1632-1649)                   | - Ferdinand III de Habsbourg (mariage en 1648)    | - Impératrice du Saint-Empire, reine de Germanie, de Hongrie et de Bohême, archiduchesse d'Autriche (1648-1649) | - Princesse de la Maison de Habsbourg. Fille de Léopold V d'Autriche-Tyrol et de Claude de Médicis. - Mère de Charles-Joseph d'Autriche. |           |
|          | Éléonore de Nevers-Mantoue (1630-1686)                    | - Ferdinand III de Habsbourg (mariage en 1651)    | - Impératrice du Saint-Empire, reine de Germanie, de Hongrie et de Bohême, archiduchesse d'Autriche (1651-1657) | - Princesse de la Maison de Gonzague-Nevers. Fille de Charles II de Nevers-Mantoue et de Marie de Mantoue. - Mère d'Éléonore d'Autriche et de Marie-Anne-Josèphe d'Autriche. |           |
|          | Marguerite-Thérèse d'Autriche (1651-1673)                 | - Léopold Ier du Saint-Empire (mariage en 1666)   | - Impératrice du Saint-Empire, reine de Germanie, de Hongrie et de Bohême, archiduchesse d'Autriche (1666-1673) | - Princesse de la Maison de Habsbourg. Fille de Philippe IV d'Espagne et de Marie-Anne d'Autriche. - Mère de Marie-Antoinette d'Autriche. |           |
|          | Claude-Félicité d'Autriche (1653-1676)                    | - Léopold Ier du Saint-Empire (mariage en 1673)   | - Impératrice du Saint-Empire, reine de Germanie, de Hongrie et de Bohême, archiduchesse d'Autriche (1673-1676) | - Princesse de la Maison de Habsbourg. Fille de Ferdinand-Charles d'Autriche et d'Anne de Médicis. |           |
|          | Éléonore de Neubourg (1655-1720)                          | - Léopold Ier du Saint-Empire (mariage en 1676)   | - Impératrice du Saint-Empire, reine de Germanie, de Hongrie et de Bohême, archiduchesse d'Autriche (1676-1705) - Princesse de Transylvanie (1692-1705) | - Princesse de la Maison de Wittelsbach. Fille de Philippe-Guillaume de Neubourg et d'Élisabeth-Amélie de Hesse-Darmstadt. - Mère de Joseph Ier du Saint-Empire, de Marie-Élisabeth d'Autriche, de Léopold Joseph d'Autriche, de Marie-Anne d'Autriche, de Marie-Thérèse d'Autriche, de Charles VI du Saint-Empire, de Marie-Josèphe d'Autriche et de Marie-Madeleine d'Autriche.                |           |
|          | Wilhelmine-Amélie de Brunswick-Lunebourg (1673-1742)      | - Joseph Ier du Saint-Empire (mariage en 1699)    | - Impératrice du Saint-Empire, reine de Germanie, de Hongrie et de Bohême, archiduchesse d'Autriche (1705-1711) | - Princesse de la Maison de Brunswick. Fille de Jean-Frédéric de Brunswick-Calenberg et de Bénédicte-Henriette du Palatinat. - Mère de Marie-Josèphe d'Autriche, de Léopold Joseph d'Autriche et de Marie-Amélie d'Autriche. |           |
|          | Élisabeth-Christine de Brunswick-Wolfenbüttel (1691-1750) | - Charles VI du Saint-Empire (mariage en 1708)    | - Impératrice du Saint-Empire, reine de Germanie, de Hongrie et de Bohême, archiduchesse d'Autriche (1711-1740) - Reine de Naples (1714-1735) - Duchesse de Milan (1714-1740) - Souveraine des Pays-Bas (1715-1740) - Duchesse de Parme et Plaisance (1735-1740) | - Princesse de la Maison de Brunswick. Fille de Louis-Rodolphe de Brunswick-Wolfenbüttel et de Christine-Louise d'Oettingen-Oettingen. - Mère de Marie-Thérèse d'Autriche et de Marie-Anne d'Autriche. |           |

## Maison de Habsbourg-Lorraine(1780-1918)
| Portrait | Nom (dates)                                         | Époux                                                                                       | Titres | Eléments biographiques | Armoiries |
| -------- | --------------------------------------------------- | ------------------------------------------------------------------------------------------- | --- | --- | --------- |
|          | Marie-Louise d'Espagne (1745-1792)                  | - Léopold II du Saint-Empire (mariage en 1765)                                              | - Grande-duchesse de Toscane (1765-1790) - Impératrice du Saint-Empire, reine de Germanie, de Hongrie et de Bohême, archiduchesse d'Autriche, duchesse de Milan, souveraine des Pays-Bas (1790-1792)                                    | - Princesse de la Maison de Bourbon. Fille de Charles III d'Espagne et de Marie-Amélie de Saxe. - Mère de Marie-Thérèse d'Autriche, de François Ier d'Autriche, de Ferdinand III de Toscane, de Marie-Anne d'Autriche, de Charles-Louis d'Autriche-Teschen, d'Alexandre Léopold d'Autriche, de Joseph de Habsbourg-Lorraine, de Marie-Clémentine d'Autriche, d'Antoine-Victor d'Autriche, de Marie-Amélie d'Autriche, de Jean-Baptiste d'Autriche, de Rainier d'Autriche, de Louis d'Autriche et de Rodolphe d'Autriche. |           |
|          | Marie-Thérèse de Bourbon-Naples (1772-1807)         | - François Ier d'Autriche (mariage en 1790)                                                 | - Duchesse de Milan (1792-1796) - Souveraine des Pays-Bas (1792-1797) - Impératrice du Saint-Empire (1792-1806) - Archiduchesse d'Autriche (1792-1806) - Reine de Hongrie et de Bohême (1792-1807) - Impératrice d'Autriche (1804-1807) | - Princesse de la Maison de Bourbon-Siciles. Fille de Ferdinand Ier des Deux-Siciles et de Marie-Caroline d'Autriche. - Mère de Marie-Louise d'Autriche, de Ferdinand Ier d'Autriche, de Marie-Léopoldine d'Autriche, de Marie-Clémentine de Habsbourg, de Caroline de Habsbourg-Lorraine, de François-Charles d'Autriche et de Marie-Anne d'Autriche. |           |
|          | Marie-Louise de Habsbourg-Lorraine-Este (1787-1816) | - François Ier d'Autriche (mariage en 1808)                                                 | - Impératrice d'Autriche, reine de Hongrie et de Bohême (1808-1816) - Reine de Lombardie-Vénétie (1815-1816) | - Princesse de la Maison de Habsbourg-Este. Fille de Ferdinand d'Autriche-Este et de Marie-Béatrice d'Este. |           |
|          | Caroline-Auguste de Bavière (1792-1873)             | - Guillaume Ier de Wurtemberg (mariage en 1808) - François Ier d'Autriche (mariage en 1816) | - Impératrice d'Autriche, reine de Lombardie-Vénétie, de Hongrie et de Bohême (1816-1835) | - Princesse de la Maison de Wittelsbach. Fille de Maximilien Ier de Bavière et de Wilhelmine de Hesse-Darmstadt. |           |
|          | Marie-Anne de Sardaigne (1803-1884)                 | - Ferdinand Ier d'Autriche (mariage en 1831)                                                | - Impératrice d'Autriche, reine de Lombardie-Vénétie, de Hongrie et de Bohême (1835-1848) | - Princesse de la Maison de Savoie. Fille de Victor-Emmanuel Ier de Sardaigne et de Marie-Thérèse d'Autriche-Este. |           |
|          | Élisabeth de Wittelsbach (1837-1898)                | - François-Joseph Ier d'Autriche                                                            | - Impératrice d'Autriche, reine de Hongrie et de Bohême (1854-1898) - Reine de Lombardie-Vénétie (1854-1866) | - Princesse de la Maison de Wittelsbach. Fille de Maximilien en Bavière et de Ludovica de Bavière. - Mère de Sophie d'Autriche, de Gisèle d'Autriche, de Rodolphe d'Autriche et de Marie-Valérie d'Autriche. |           |
|          | Zita de Bourbon-Parme (1892-1989)                   | - Charles Ier d'Autriche                                                                    | - Impératrice d'Autriche, reine de Hongrie et de Bohême (1916-1918) | - Princesse de la Maison de Bourbon-Parme. Fille de Robert Ier de Parme et d'Antónia de Bragance. - Mère d'Otto de Habsbourg-Lorraine, d'Adélaïde d'Autriche, de Robert d'Autriche-Este, de Félix de Habsbourg-Lorraine, de Charles-Louis d'Autriche, de Rodolphe d'Autriche, de Charlotte d'Autriche et d’Élisabeth d'Autriche. |           |

## Source
- Jiri Louda et Michael MacLagan, Les Dynasties d'Europe : héraldique et généalogie des familles impériales et royales, Paris, Bordas, 1995, 308 p. (ISBN 2-04-027115-5). Chapitres 19 et 20, pages 150 à 166

## Voir
- Liste des rois de Hongrie